# Gonomyia scythra
Gonomyia scythra là một loài ruồi trong họ Limoniidae. Chúng phân bố ở miền Australasia.